# Phelsuma madagascariensis
El gecko diurno de Madagascar (Phelsuma madagascariensis) es una especie de saurópsido escamado de la familia Gekkonidae. Es una especie endémica de Madagascar, que vive en lugares con una temperatura de entre 28°C y 31 °C. Fue descrita por primera vez en 1831 por el británico John Edward Gray.
Se reconocen actualmente tres subespecies:
- Phelsuma madagascariensis madagascariensis (Gecko diurno de Madagascar)
- Phelsuma madagascariensis kochi (Gecko diurno de Koch)
- Phelsuma madagascariensis boehmei (Gecko diurno de Boehme)

Phelsuma grandis, el gecko diurno gigante de Madagascar, anteriormente se consideraba una subespecie de Phelsuma madagascariensis, pero ahora se ha elevado a una especie completa.

## Hábitat
P. m. magascariensis se encuentra a menudo en árboles a lo largo de los bordes de los bosques. También habitan chozas locales y plataneras en la costa este de Madagascar porque tiene un clima húmedo y cálido.

## Dieta
Estos geckos diurnos se alimentan de muchos artrópodos (insectos y arácnidos), así como de algunos frutos (machacados). También les gusta lamer frutas duras y agrias, polen y néctar.

## Comportamiento
Como la mayoría de las especies de Phelsuma, los machos pueden ser bastante pendencieros y no aceptan a otros machos en su territorio. En cautiverio, donde las hembras no pueden escapar, los machos a veces también pueden herir gravemente a una hembra. En este caso, el macho y la hembra deben estar separados.

## Reproducción
La época de apareamiento es entre noviembre y las primeras semanas de abril. Durante este período, las hembras ponen hasta 6 pares de huevos. A una temperatura de 28 °C, las crías eclosionan después de aproximadamente 55 días. Los juveniles miden 55-60 mm.

## Cuidado y mantenimiento en cautiverio
Estos animales deben alojarse solos, porque son muy territoriales. Las parejas de machos y hembras pueden llevarse bien, pero es común que los machos acosen demasiado a las hembras. Necesitan un terrario grande y bien plantado.
La temperatura debe estar entre 25 y 28 °C. En un lugar cálido, la temperatura debe ser de 35-40 °C. La humedad nocturna debe mantenerse entre 75 y 90%, durante el día entre 60 y 80%. En cautiverio, estos animales pueden ser alimentados con grillos, larvas de polilla de la cera, moscas de la fruta, gusanos de la harina y moscas domésticas. Las frutas tropicales frescas, la miel y los alimentos para bebés con sabor a fruta son buenos para mantener su humedad interior.

## Galería

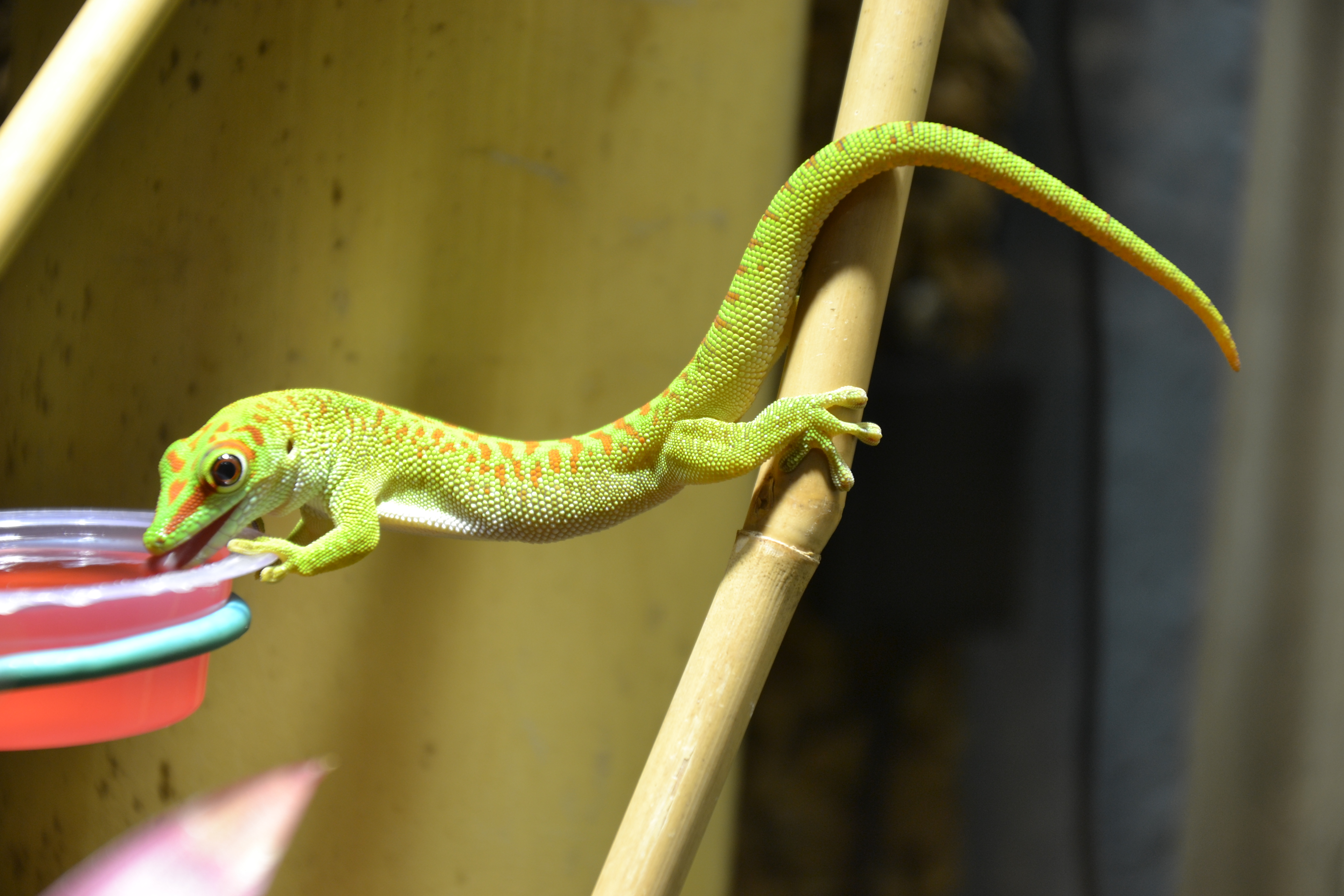
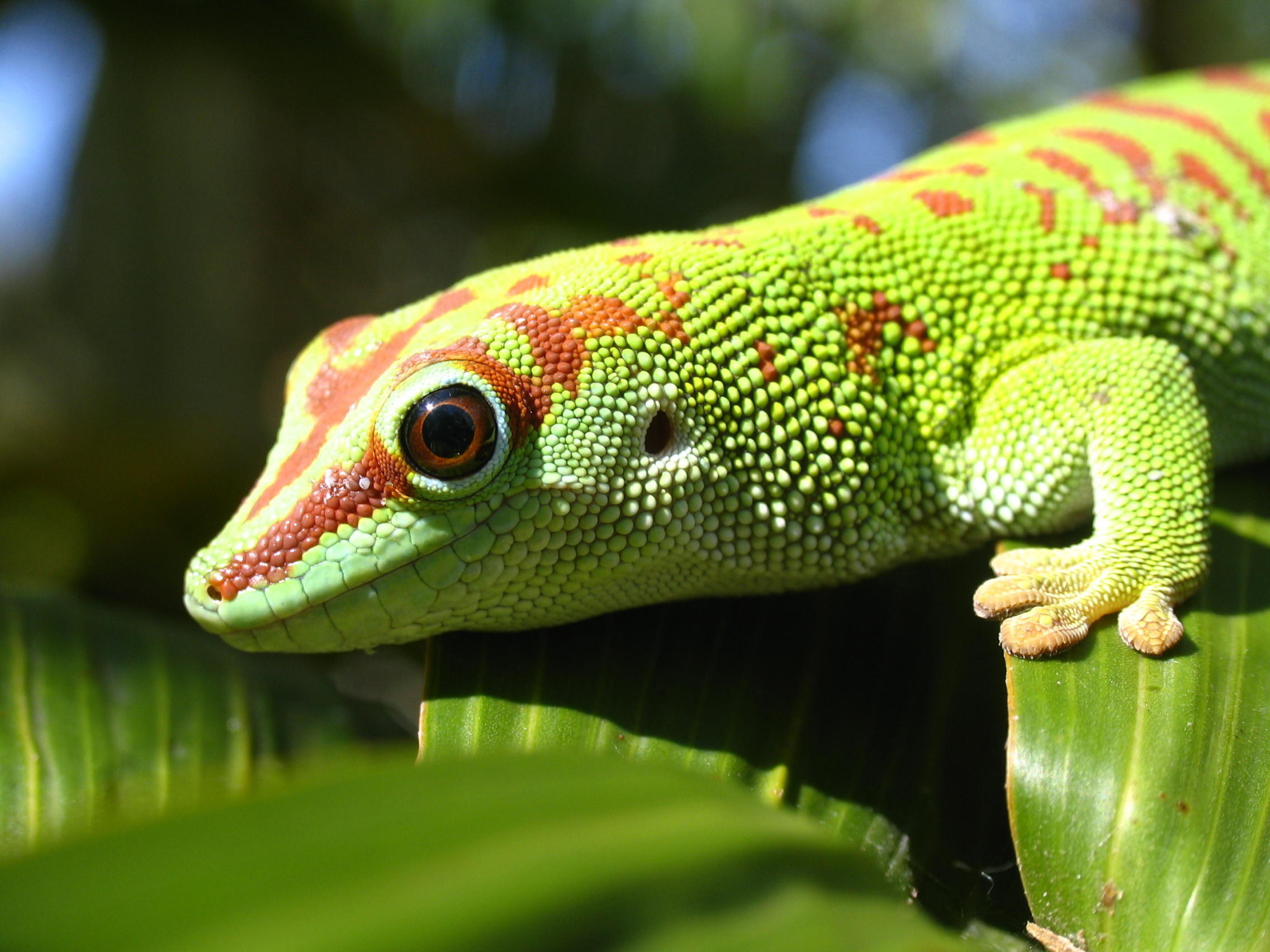
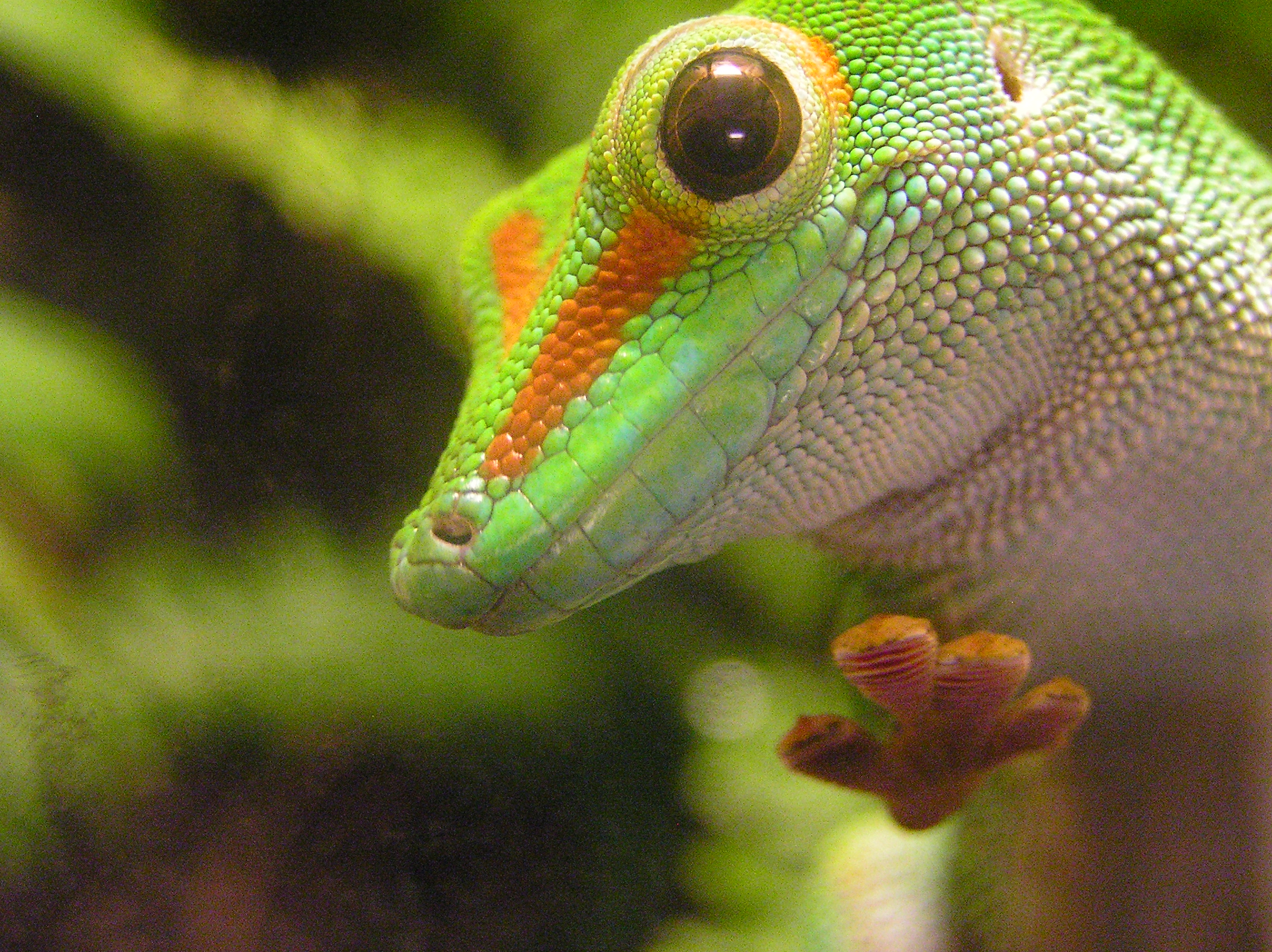
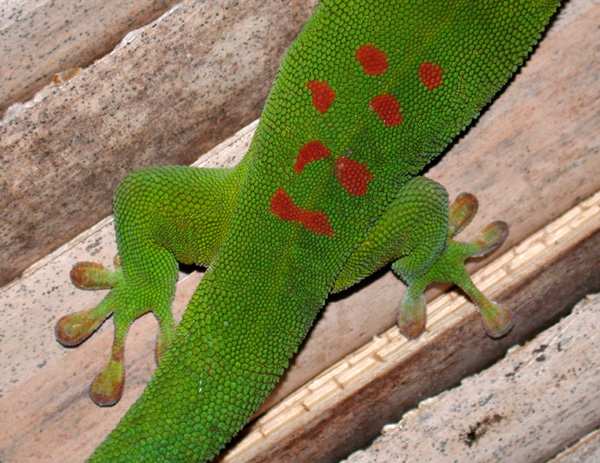
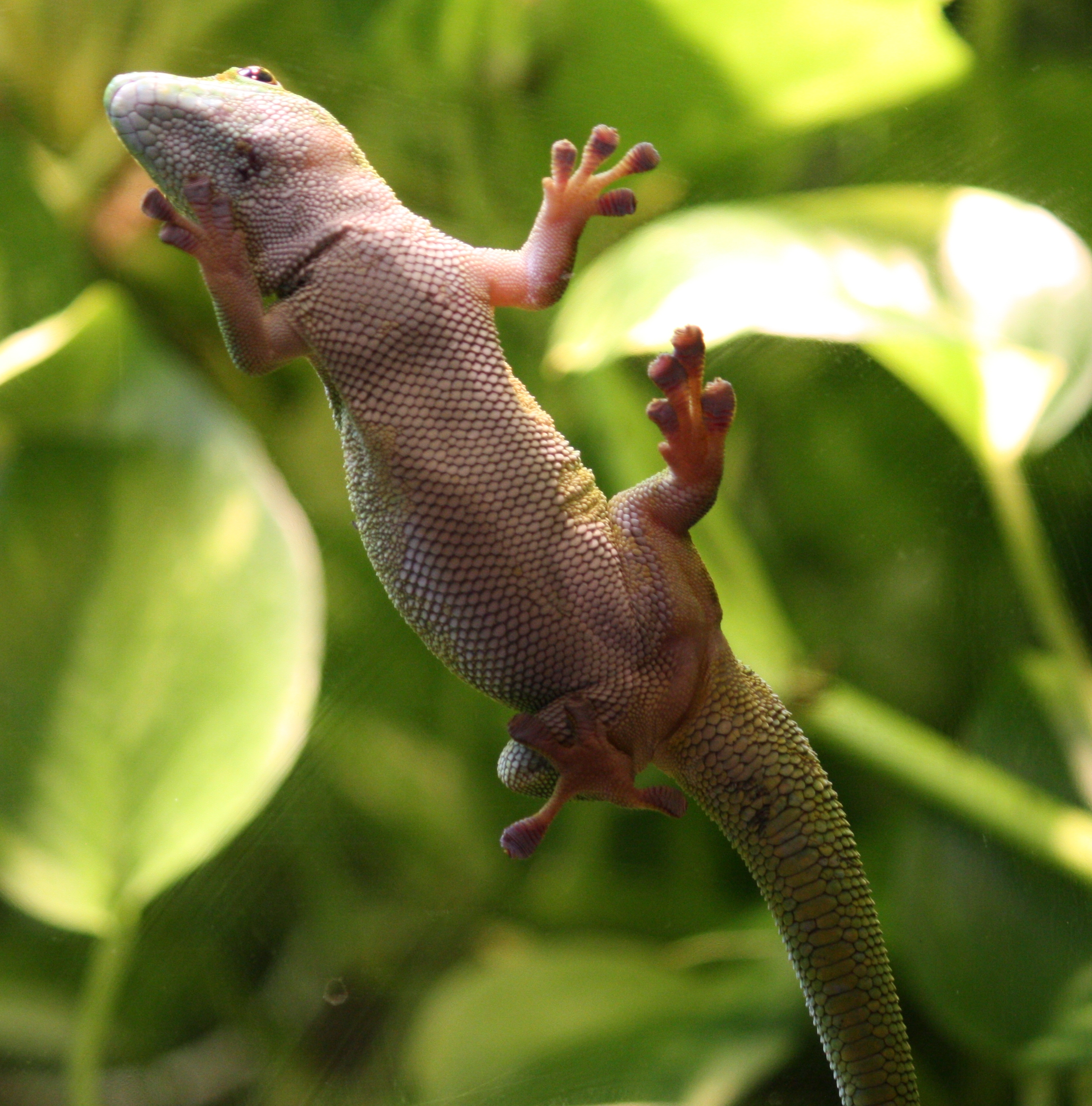